# Notker Heine
Notker Heine (* 27. Januar 1697 in Altdorf; † 13. Juli 1758 im Kloster Neu St. Johann) war ein deutscher katholischer Priester. Er war von 1738 bis 1749 Bibliothekar des Klosters St. Gallen.

## Leben und Wirken
Notker Heine wurde in Altdorf (heutiges Weingarten) geboren. Er kam am 17. März 1719 nach St. Gallen. Seine Gelübde legte er am 28. Oktober 1720 ab. Am 20. Dezember 1721 wurde er Subdiakon und am 30. Mai 1722 Diakon. Priester wurde Notker Heine am 13. März 1723. Am 22. Oktober 1723 begann er als Professor der Philosophie den Unterricht, auf Geheiss Abt Josephs von Rudolfi. Am 9. Oktober 1724 hielt Notker Heine eine Disputation ab. Nach mehreren Gastprofessuren in Mariastein wurde er 1730 Brüderinstruktor in St. Gallen. Den 18. Oktober 1733 durfte er nach Einsiedeln wallfahren, nachdem der Abt dies erlaubt hatte. Am 30. Dezember desselben Jahres hielt er erneut eine philosophische Disputation ab. Am 8. Januar 1734 wurde er zum Moralprofessor ernannt und begann den 21. Januar die Vorlesungen. 1737 erkrankte er zwischenzeitlich, wurde aber trotzdem Consistorialrat. Am 22. Juni 1738 erfolgte seine Ernennung zum Bibliothekar. Jedoch kam er bereits am 21. November 1740 als Subprior nach St. Johann, von wo er den 23. April 1742 zu einer Disputation nach Fischingen und den 21. September 1745 zu einer solchen nach Muri abgeordnet wurde. Am 6. November wurde er in St. Johann als Subprior entlassen, blieb aber offenbar dort bis zu seinem Tod.
Notker Heine zeichnete sich vor allem durch akademische Leistungen aus. Darunter lassen sich einige veröffentlichte Schriften zur Theologie und zur Philosophie finden. Er schrieb über die Philosophie Coelestin Sfondratis.